# Еріх Берґель
Еріх Берґель (нім. Erich Bergel; 1 червня 1930, Ришнов, Румунія — 3 травня 1998, Рупольдинг) — румунсько-німецький диригент і музикознавець. Брат письменника Ґанса Берґеля, котрий видав в 2006 його життєпис (нім. Erich Bergel. Ein Musikerleben).

## Біографія
Походив з трансільванських саксів. З 18 років грав на флейті в Германштадтському оркестрі, в 1950-1955 вивчав диригування, композицію і орган в консерваторії міста Клуж-Напока.
У 1960-ті очолював симфонічний оркестр Клужської філармонії, виступав з провідними румунськими оркестрами. Потім був помічений Гербертом фон Караяном і перебрався до Німеччини як його асистент у Берлінському філармонійному оркестрі, з 1972 керував низкою гастрольних поїздок оркестру, в тому числі в Нову Зеландію і ПАР. Одночасно в 1971-1974 очолював Філармонійний оркестр Північно-західної Німеччини. Викладав в Берлінській вищій школі музики. У 1989-1994 — головний диригент Будапештського філармонічного оркестру.

## Праці
Автор монографій про «Мистецтво фуги» (нім. Johann Sebastian Bach, die Kunst der Fuge: ihre geistige Grundlage im Zeichen der thematischen Bipolarität; 1980) і про пізні фуги (нім. Bachs letzte Fuge; 1985) Йоганна Себастьяна Баха.